# Platyceraphron mediosulcatus
Platyceraphron mediosulcatus är en stekelart som beskrevs av Paul Dessart 1990. Platyceraphron mediosulcatus ingår i släktet Platyceraphron och familjen trefåresteklar. Inga underarter finns listade i Catalogue of Life.